# 晉朝太宰、太傅、太保列表
《晉書·志第十四·職官》：「太宰、太傅、太保，周之三公官也。魏初唯置太傅，以鍾繇為之，末年又置太保，以鄭沖為之。晉初以景帝諱故，又采《周官》官名，置太宰以代太師之任，秩增三司，與太傅太保皆為上公，論道經邦，燮理陰陽，無其人則闕。以安平獻王孚居之。自渡江以後，其名不替，而居之者甚寡。」今據《晉書》諸《帝紀》作此表，在位年數不足一年者，按一年計算。

## 太宰
《晉書·卷三·帝紀第三·世祖武帝》載：「（泰始元年十二月）乙亥，以安平王孚為太宰、假黃鉞、大都督中外諸軍事。」
| 序次                     | 爵位       | 姓名     | 在位年數 | 在位時間     | 皇帝                          |
| 晉朝太宰（265年－420年） |            |          |          |              |                               |
| 1                        | 安平獻王   | 司馬孚   | 7年      | 265年－272年 | 晉武帝                        |
| 2                        | 朗陵孝公   | 何曾     | 1年      | 278年        | 晉武帝                        |
| 3                        | 汝南文成王 | 司馬亮   | 1年      | 291年        | 晉惠帝                        |
| 4                        | 梁孝王     | 司馬肜   | 2年      | 300年－302年 | 晉惠帝 趙王倫                 |
| 5                        | 河間王     | 司馬顒   | 2年      | 304年－306年 | 晉惠帝                        |
| 6                        | 西陽王     | 司馬羕   | 4年      | 322年－326年 | 晉元帝 晉明帝 晉成帝          |
| 贈                       | 南昌文成公 | 郗鑒     | －       | 339年贈      |                               |
| 7                        | 武陵威王   | 司馬晞   | 20年     | 352年－372年 | 晉穆帝 晉哀帝 晉廢帝 晉簡文帝 |
| 8                        | 琅邪王     | 司馬德文 | 1年      | 402年－403年 | 晉安帝                        |

## 太傅
《晉書·卷三·帝紀第三·世祖武帝》載：「（泰始元年十二月丙寅）……太保鄭沖為太傅、壽光公……」
| 序次                     | 爵位       | 姓名     | 在位年數 | 在位時間     | 皇帝          |
| 晉朝太傅（265年－420年） |            |          |          |              |               |
| 1                        | 壽光成公   | 鄭沖     | 8年      | 265年－273年 | 晉武帝        |
| 2                        | 朗陵孝公   | 何曾     | 2年      | 276年－278年 | 晉武帝        |
| 3                        | 臨晉侯     | 楊駿     | 1年      | 290年－291年 | 晉惠帝        |
| 贈                       | 高平武公   | 陳騫     | －       | 292年贈      |               |
| 4                        | 循陽元侯   | 劉寔     | 2年      | 302年－304年 | 晉惠帝 趙王倫 |
| 5                        | 東海孝獻王 | 司馬越   | 3年      | 304年－307年 | 晉惠帝 晉懷帝 |
| 6                        | 始興文獻公 | 王導     | 1年      | 338年        | 晉成帝        |
| 贈                       | 廬陵文靖公 | 謝安     | －       | 385年贈      |               |
| 7                        | 會稽文孝王 | 司馬道子 | 6年      | 396年－402年 | 晉安帝        |
| 贈                       | 武陵忠敬王 | 司馬遵   | －       | 408年贈      |               |

## 太保
《晉書·卷三·帝紀第三·世祖武帝》載：「（泰始元年十二月丙寅）……太尉王祥為太保、睢陵公……」
| 序次                     | 爵位       | 姓名   | 在位年數 | 在位時間     | 皇帝          |
| 晉朝太保（265年－420年） |            |        |          |              |               |
| 1                        | 睢陵元公   | 王祥   | 2年      | 265年－267年 | 晉武帝        |
| 2                        | 朗陵孝公   | 何曾   | 9年      | 267年－276年 | 晉武帝        |
| 3                        | 江夏成公   | 衛瓘   | 1年      | 290年－291年 | 晉武帝 晉惠帝 |
| 贈                       | 無         | 李憙   | －       | 惠帝年間贈   |               |
| 4                        | 平原王     | 司馬榦 | 10年     | 301年－311年 | 晉惠帝 晉懷帝 |
| 贈                       | 西華成公   | 荀藩   | －       | 313年贈      |               |
| 贈                       | 吳敬王     | 司馬晏 | －       | 313年贈      |               |
| 5                        | 西陽王     | 司馬羕 | 5年      | 317年－322年 | 晉元帝        |
| 贈                       | 琅邪孝王   | 司馬裒 | －       | 穆帝年間贈   |               |
| 6                        | 廬陵文靖公 | 謝安   | 1年      | 384年－385年 | 晉孝武帝      |
| 贈                       | 無         | 王恭   | －       | 402年贈      |               |
| 7                        | 武陵忠敬王 | 司馬遵 | 3年      | 405年－408年 | 晉安帝        |
| 8                        | 無         | 謝澹   | 不詳     | ？－420年    | 晉恭帝        |

### 附：桓楚
《晉書·卷九十九·列傳第六十九·桓玄 卞范之 段仲文》載：「（元興二年十一月）玄乃多斥朝臣為太宰僚佐，又矯詔使王謐兼太保，領司徒，奉皇帝璽禪位於己。」
| 序次                     | 爵位         | 姓名 | 在位年數 | 在位時間     | 皇帝     |
| 桓楚太保（403年－404年） |              |      |          |              |          |
| 1                        | 武昌縣開國公 | 王謐 | 1年      | 403年－404年 | 楚武悼帝 |